# Aurelio Bonori

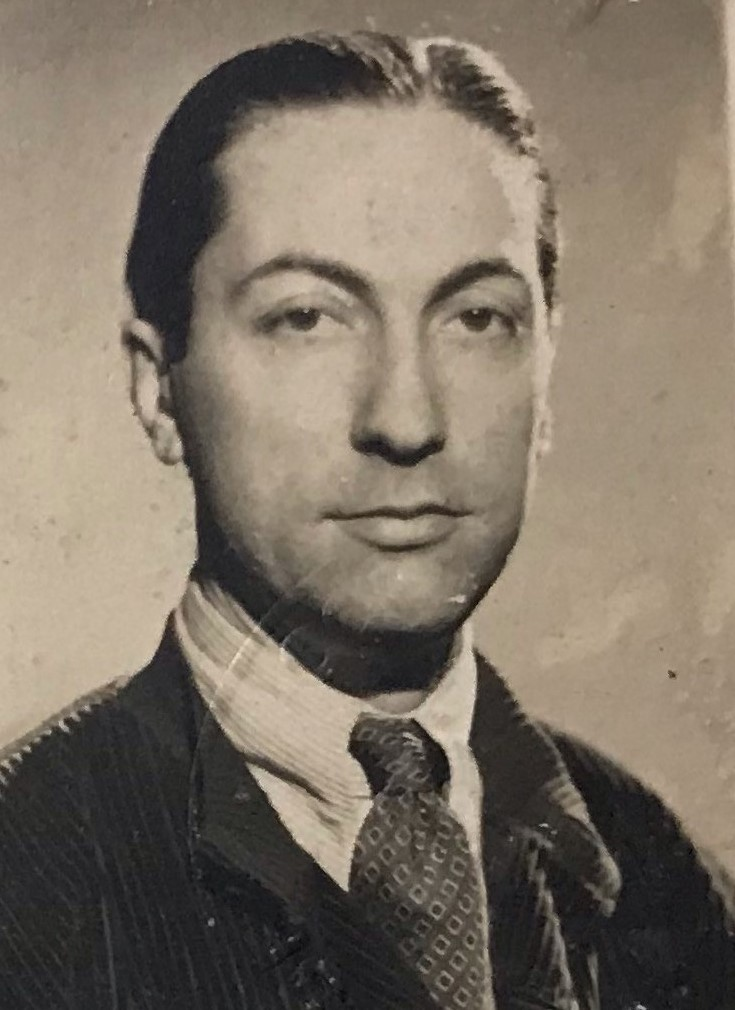
Bonori Aurelio nel 1944

Aurelio Bonori (Bologna, 11 gennaio 1908 – San Giovanni in Persiceto, 15 ottobre 1997) è stato un fotografo italiano.

## Biografia
Si appassiona alla fotografia fin da ragazzo, e ad insaputa dei genitori, che lo vorrebbero avviare agli studi contabili, frequenta come apprendista lo studio fotografico Graziani di Bologna marinando la scuola. Con il padre stipula un patto, che gli consente terminate le scuole tecniche (scuole medie), di avere il permesso di intraprendere la carriera di fotografo.
Vede nella fotografia e nella cinematografia i campi ideali nei quali cimentarsi, percependo il loro enorme potenziale. Negli anni trenta, dopo un periodo di apprendistato che gli permette di acquisire una buona tecnica sia nella ritrattistica che nella paesaggistica, apre il suo primo studio a Bologna in Via Mazzini, 17, trasferendosi poi in Via Montegrappa, 3. Contemporaneamente è attivo a Vignola con uno studio in Via Soli, 6.
Iscritto al Circolo Fotografico Bolognese, di cui diverrà poi socio onorario, fonda, con alcuni colleghi, l'Associazione Fotografi Professionisti di Bologna, di cui diviene presidente nell'immediato dopo guerra. Proprio al suo impegno, come presidente di questa associazione, si devono le 9 edizioni della "Mostra fotografica internazionale di ritratto" che si tennero nelle sale del Palazzo del Podestà di Bologna tra il 1947 e il 1955. A queste mostre, uniche nel suo genere per quegli anni, parteciparono i più importanti e famosi fotografi del tempo su scala mondiale.
Negli stessi anni prese parte con entusiasmo alle prime edizioni del concorso Miss Italia del quale era selezionatore e fotografo ufficiale insieme agli amici e colleghi Luxardo, Cantera, Malandrino, Tosi, Villani e Pedrotti. Sono di quegli anni le fotografie di alcune importanti personalità del mondo dello spettacolo tra le quali Lucia Bosè, Ugo Tognazzi e Norma Bruni, che decisero di farsi ritrarre nei suoi studi di Bologna e Riccione.
Diverse furono inoltre le sue partecipazioni a mostre di fotografia internazionali tra le quali il XXII Salone Internazionale della Società Fotografica di Saragozza del 1946 e il IX Salone Internazionale di arte Fotografica di San Paolo (Brasile) del 1950.
Durante la sua decennale carriera di fotografo si interessò anche di documentari e cortometraggi, pubblicità e tecniche per la riproduzione di immagini tramite serigrafia. Dei primi anni '50, il suo "Bologna ha il suo Villaggio del Fanciullo" realizzato in occasione dell'inaugurazione dell'omonimo villaggio dei padri dehoniani di Bologna.
Si spegne a San Giovanni in Persiceto nel 1997 all'età di 89 anni.